# Sebastiano Ronconi
Pour les articles homonymes, voir Ronconi.
Sebastiano Ronconi, né en mai 1814 à Venise et mort le 6 février 1900 à Milan, est un baryton italien.

## Biographie
Il fait ses études musicales auprès de son père Domenico Ronconi. Il fait ses débuts à Lucques dans le rôle de Torquato Tasso en 1836. Il fait ensuite des tournées en Europe et aux États-Unis.
À la fin de sa vie, il enseigne le chant à Milan.